# Protonitazeno
El protonitazeno es un derivado del benzimidazol con potentes efectos opioides que se vende por internet como droga de diseño desde 2019 y se ha identificado en varios países europeos, así como en Canadá, Estados Unidos y Australia. Se ha relacionado con numerosos casos de sobredosis de drogas y es una droga de la Lista I en Estados Unidos.
Fue desarrollado por una compañía farmacéutica suiza en la década de 1950 como una alternativa a la morfina, pero nunca fue adoptado debido a sus graves efectos secundarios.